# Escudo de Yernes y Tameza

El escudo de Yernes y Tameza está dividido horizontalmente. En la parte superior se ve la Cruz de los Ángeles, en referencia al pasado eclesiástico del concejo. En la inferior aparecen dos toros enfrentándose. Estos bovinos aparecen por la historia de cómo se fijaron los límites del concejo con Proaza, haciéndolos luchar y marcando la posición en la que quedaron después del combate. Sobre el escudo está la corona real.
En la actualidad el ayuntamiento representa las armas sobre un escudo francés, aunque sin cartela ni ornamentación exterior de ningún tipo. Fue creado por Octavio Bellmunt y Fermín Canella para ilustrar su obra "Asturias".